# MRPL57
MRPL57 (англ. Mitochondrial ribosomal protein L57) – білок, який кодується однойменним геном, розташованим у людей на 13-й хромосомі. Довжина поліпептидного ланцюга білка становить 102 амінокислот, а молекулярна маса — 12 266.
| 10         |  | 20         |  | 30         |  | 40         |  | 50         |
| ---------- |  | ---------- |  | ---------- |  | ---------- |  | ---------- |
| MFLTALLWRG |  | RIPGRQWIGK |  | HRRPRFVSLR |  | AKQNMIRRLE |  | IEAENHYWLS |
| MPYMTREQER |  | GHAAVRRREA |  | FEAIKAAATS |  | KFPPHRFIAD |  | QLDHLNVTKK |
| WS         |  |            |  |            |  |            |  |            |

A: Аланін

D: Аспарагінова кислота

E: Глутамінова кислота

F: Фенілаланін

G: Гліцин

H: Гістидин

I: Ізолейцин

K: Лізин

L: Лейцин

M: Метіонін

N: Аспарагін

P: Пролін

Q: Глутамін

R: Аргінін

S: Серин

T: Треонін

V: Валін

W: Триптофан

Кодований геном білок за функціями належить до рибонуклеопротеїнів, рибосомних білків. 
Локалізований у мітохондрії.